# Custódio Pinto
Pour les articles homonymes, voir Pinto.
Custódio João Pinto est un footballeur portugais né le 9 février 1942 à Montijo et mort le 21 février 2004. Il évoluait au poste de milieu.

## Biographie
Il passe la majorité de sa carrière au FC Porto, il y remporte la coupe du Portugal en 1968.
International, il reçoit 13 sélections en équipe du Portugal de 1964 à 1969. Il fait partie du groupe portugais qui se classe troisième de la Coupe du monde 1966.

## Carrière

### En tant que joueur
- 1961-1971 :  FC Porto
- 1971-1975 :  Vitória Guimarães
- 1975-1978 :  FC Paços de Ferreira
- 1980-1981 :  Oliveira do Bairro SC

## Palmarès

### En club
FC Porto
- Vainqueur de la Coupe du Portugal en 1968.

### En sélection
Portugal
- Troisième de la Coupe du monde en 1966.